# Anne Poiré
 (mai 2013).
Pour les articles homonymes, voir Poiré (homonymie).
Anne Poiré est une écrivaine française née le 10 septembre 1965, à Thionville (Moselle). Elle vit à Belmont-de-la-Loire. Elle écrit de la poésie, des nouvelles, des romans, des albums pour enfants, des essais et des textes sur l'art,.
Ses poèmes ont été plusieurs fois mis en musique, notamment pour des chœurs, par Olivier Faes et Jean-Marie Morel.
« Parce que le verbe l'envoûte, parce que les syllabes l'enchantent, parce que les mots l'ensorcellent. Parce que les mots cognent à sa porte. Parce qu'Anne Poiré vit pour et par l'écriture. Un acte irréfléchi qui signe son acte de naissance il y a bien longtemps. "Je la relie à la mort de mon père. C'est elle qui m'a sauvée. Neuf ans à peine lorsque la jeune Mosellane vivant à Ay-sur-Moselle noircit les feuilles blanches de ses cahiers. »
Cette artiste internationale anime régulièrement des ateliers d'écriture.
Elle a déposé son autobiographie auprès de l'Association pour l'autobiographie.

## Ouvrages évoquant Anne Poiré
- Walscheid - Au fil des ans - Collectif - Voltaire éditions décembre 2013  (ISBN 978-2-9529898-4-8)
- Thionville - ses personnalités d'hier et d'aujourd'hui - présentation d'Anne Poiré par Frédéric Gaudinet éditions Fensch Vallée décembre 2011  (ISBN 978-2-916782-38-6)
- Lyon Québec Passion - Biennale des lions, Emma Productions 2008 - Mohamed Attia - photographies de Jean-Claude Beck AHmed Debbouze Thierry Fournier Laurence Guillet Yves Neyrolles  (ISBN 2-9523369-5-4 et 9782952336956)
- Les Guallino - Peintures-sculptures - La Chantrerie 2006 - Avant-propos de Marc Lecuru, Bruno Gatignol, Roland Arcache et textes de Jean-François Maurice, Anne Poiré, Flora Berne et Cérès Franco  (ISBN 2-9526224-1-8)
- Regard revue d'art de Marie Morel, n°90 consacré totalement à une interview de Patrick Guallino et Anne Poiré - photos noir et blanc octobre 2005

## Activités annexes
Anne Poiré est invitée à l'occasion pour des lectures publiques dans des médiathèques et bibliothèques. Elle rencontre régulièrement des élèves, de la maternelle à l'Université,,.
Également peintre et sculpteur aux côtés de Patrick Guallino, son compagnon, Anne Poiré illustre des livres d'autres auteurs, aux éditions le Verger des Hespérides, SOC & FOC, L'Atelier du Hanneton… en un travail graphique, joyeux et coloré. Elle a participé notamment à la création de la sculpture "Le paravent", sculpture monumentale alliant texte, couleurs, volume et graphisme, commandée par une municipalité en 2011.